# Ченгнута
Ченгнута — река в Быстринском районе Камчатского края России.
Длина реки 13 км. Берёт истоки с северных склонов хребта Перкала. На всём протяжении протекает в узкой межгорной впадине в меридиональном направлении. Впадает в Ичу слева на расстоянии 180 км от её устья.
Предположительно гидроним имеет корякское происхождение от слова Ченнотан — «кормовая земля».
По данным государственного водного реестра России относится к Анадыро-Колымскому бассейновому округу.
- Код водного объекта 19080000212120000030195